# L'Ardennais (journal)
Pour les articles homonymes, voir Ardennais.
L'Ardennais est un titre de la presse quotidienne régionale française, diffusé sur le département des Ardennes.

## Histoire
L'Ardennais est un quotidien départemental créé à la Libération à Mézières alors que Le Petit Ardennais venait d'être interdit. 
Gérard Lignac, à la direction du groupe L'Est républicain détient 61 % du capital de L'Ardennais lorsqu'il le vend au groupe Hersant en 1992. Il parait sous la forme du quotidien L'Union, implanté à Reims, en conservant le titre L'Ardennais et ne différant que par sa première page.
Depuis le 14 janvier 2013, les journaux du pôle Champagne-Ardenne-Picardie (CAP), sont désormais officiellement contrôlés par le groupe de presse belge Rossel.

## Rédacteurs en chef
- Aldo Ferrini (1945-1982) Secrétaire général de la rédaction
- Pascal Sellier (1982-1986)
- Jacques Richard (1986-1991)
- Michel Grenouilloux (1991-2000)
- Thierry de Cabarrus (2000-2006) Directeur de la rédaction
- Guilhem Beauquier (2006-2013) Directeur de la rédaction
- Didier Louis (2013-2020)
- Géraldine Baehr & Caroles Lardot (2021-actuel)

## Directeurs
- Arnaud de Beauregard (1986-1987)
- Pierre-Jean Bozo (1987-1992)
- Daniel Hutier (1992-2004)
- Christian Hervé & Bernard Pruvost (2004-2005)
- Bruno Franceschi (2005-2008)
- Jacques Tilier (2008-2012)
- Daniel Hutier (2012-2013)
- Pascal Dejean (2013-2017)
- Daniel Picault (2017-2023)
- Géraldine Baehr-Pastor (2023-actuel)

## Audience web (sites + application)
| Année | Audience totale |
| ----- | --------------- |
| 2019  | 120 818         |
| 2018  | 107 740         |
| 2017  | 99 363          |
| 2016  | 87 757          |
| 2015  | 65 181          |
| 2014  | 60 976          |

## Diffusion
En parallèle de l'audience web, la diffusion papier est passée de 83 147 exemplaires en moyenne en 2015 à 71 076 en 2021.
- L'Union - L'Ardennais[5]

|        | 2015   | 2016   | 2017   | 2018   | 2019   | 2020   | 2021   |
| ------ | ------ | ------ | ------ | ------ | ------ | ------ | ------ |
| Totale | 84 740 | 81 706 | 78 867 | 77 642 | 74 622 | 73 453 | 72 495 |
| Payée  | 83 147 | 80 155 | 77 276 | 75 884 | 73 121 | 71 539 | 71 076 |

## Archives du titre
Les anciens numéros du titre L'Ardennais sont conservés, et microfilmés, aux archives départementales des Ardennes

## Collaborateurs notables
Yanny Hureaux,  écrivain français, est l'auteur d'un billet quotidien intitulé La « Beuquette » publié dans le journal, plusieurs recueils reprenant ses meilleurs chroniques ayant par ailleurs été publiées.